# CS Link
CS Link (dawniej Czech Link) – największa telewizyjno-radiowa satelitarna platforma cyfrowa w Czechach.
CS Link wystartowała w 1997 roku.
Nadawany jest z satelitów Astra 3A i Astra 1E z pozycji 23,5°E.